# Tatsuya Nakadai
(Chuck Stephens per The Criterion Collection)
Tatsuya Nakadai (仲代 達矢) (Tokyo, 13 dicembre 1932) è un attore giapponese.
Considerato uno dei più grandi attori viventi, e tra i più poliedrici e famosi del cinema giapponese, ha fornito, nell'arco della sua carriera, una vasta gamma di intense interpretazioni, distinguendosi per la capacità di aderire perfettamente a molti dei personaggi da lui caratterizzati.

## Biografia
Nakadai divenne una stella del cinema nipponico dopo essere stato scoperto dal regista Masaki Kobayashi nei primi anni '50 mentre lavorava come commesso in un negozio. Dotato di uno sguardo definito magnetico, di notevole espressività e presenza scenica, ha recitato in diversi film il ruolo dell'antagonista contrapposto a Toshirō Mifune, di cui era in realtà grande amico (i due hanno recitato insieme in 16 film).
È celebre in tutto il mondo per le sue interpretazioni in diversi film di Akira Kurosawa (le cui apparizioni più famose sono in La sfida del samurai del 1961, il suo seguito Sanjuro del 1962, Anatomia di un rapimento del 1963, Kagemusha - L'ombra del guerriero del 1980, ma soprattutto Ran del 1985), rimpiazzando inoltre, come protagonista, Toshiro Mifune (che aveva rotto i rapporti con Kurosawa dopo Barbarossa) negli ultimi film del regista; ha preso parte a pellicole di grandi cineasti quali Kōzō Saeki, Kon Ichikawa, Hiroshi Teshigahara, Mikio Naruse, Hideo Gosha e soprattutto del suo mentore e scopritore Masaki Kobayashi, di cui ha interpretato tra gli altri la trilogia storica critica La condizione umana, conosciuta in Italia con il primo film Nessun amore è più grande.

## Filmografia parziale

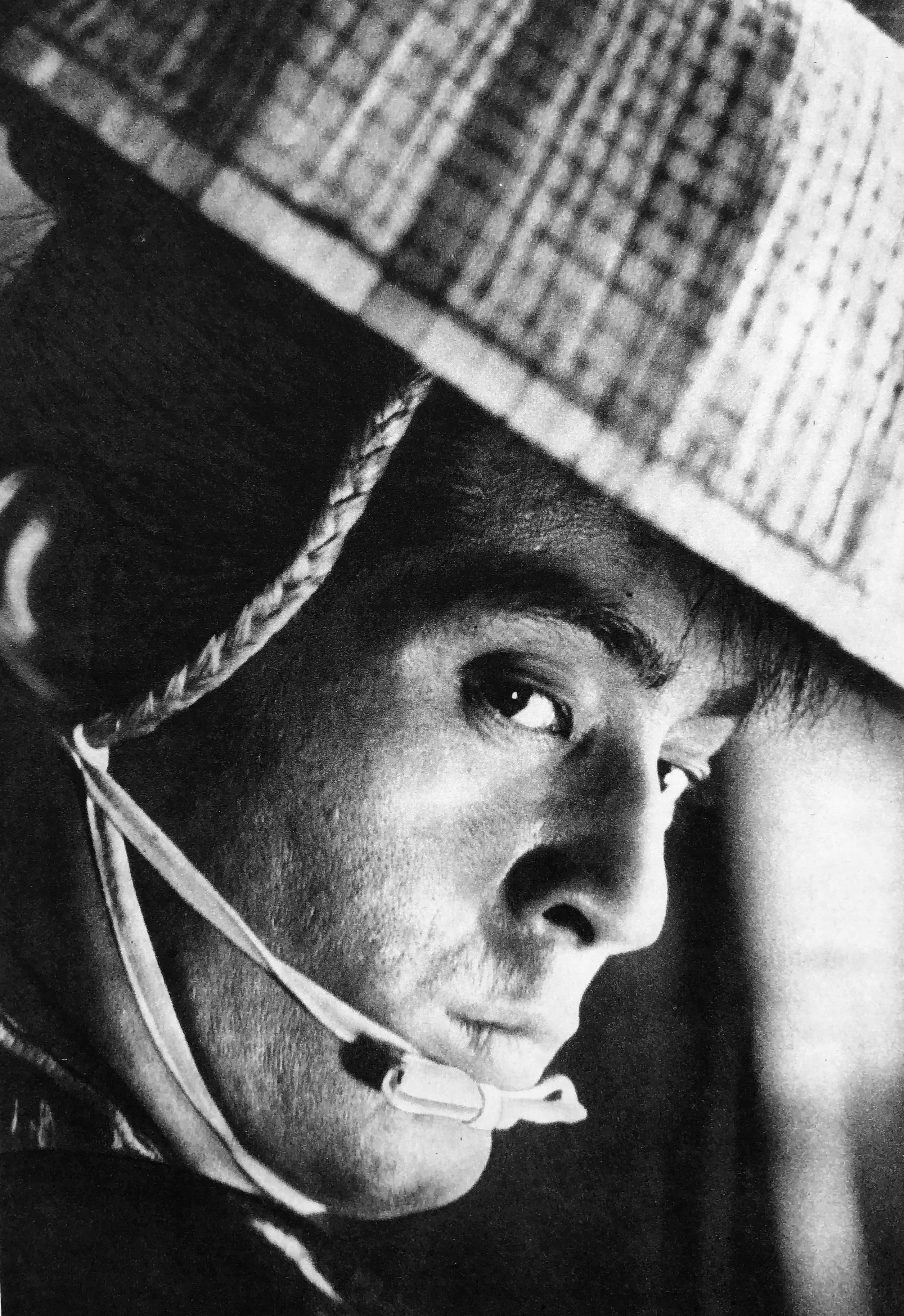

- I sette samurai (Shichinin no Samurai) - non accreditato, regia di Akira Kurosawa (1954)
- Kuroi kawa (1957), regia di Masaki Kobayashi
- Buttsuke honban (1958), regia di Kozo Saeki (1958)
- Frenesia di uccidere (Yaju Shisubeshi), regia di Eizo Sugawa (1959)
- La condizione umana (Niegen no joken), regia di Masaki Kobayashi (1959/1961)
- Amore immortale (Eien no hito), regia di Keisuke Kinoshita (1961)
- La sfida del samurai (Yojimbo), regia di Akira Kurosawa (1961)
- Sanjuro (Tsubaki Sanjuro), regia di Akira Kurosawa (1962)
- Harakiri (Seppuku), regia di Masaki Kobayashi (1962)
- Anatomia di un rapimento (Tengoku to Jigoku), regia di Akira Kurosawa (1963)
- Kwaidan (Kaidan), regia di Masaki Kobayashi (1964)

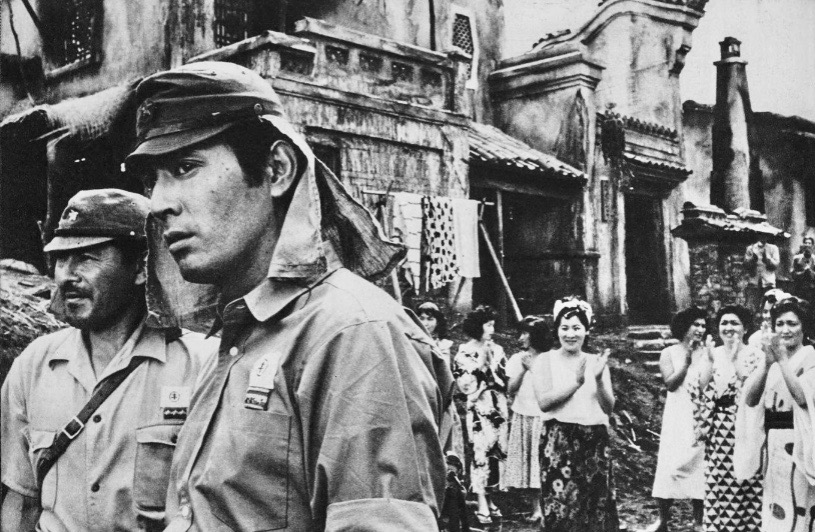
Tatsuya Nakadai e Toshiro Mifune in una scena di L'avamposto dei disperati

- Tatsuya Nakadai e Toshiro Mifune in una scena di L'avamposto dei disperatiL'avamposto dei disperati (Chi to suna), regia di Kihachi Okamoto (1965)
- Cash Calls Hell (五匹の紳士, Goiki no shinshi), regia di Hideo Gosha (1966)
- Il volto di un altro (Tanin no kao), regia di Hiroshi Teshigahara (1966)
- L'ultimo samurai (Jōi-uchi: Hairyō tsuma shimatsu), regia di Masaki Kobayashi (1967)
- Oggi a me... domani a te, regia di Tonino Cervi (1968)
- La battaglia di Port Arthur (Nihonkai daikaisen), regia di Seiji Maruyama (1969)
- Safari 5000 (Eiko e no 5000 kiro), regia di Koreyoshi Kurahara (1969)
- Là dove volano i corvi (Goyokin), regia di Hideo Hosha (1969)
- Kamikaze - Okinawa Zero (Gekido no showashi: Okinawa kessen), regia di Kihachi Okamoto (1971)
- Kagemusha - L'ombra del guerriero (Kagemusha), regia di Akira Kurosawa (1980)
- Ran (Ran), regia di Akira Kurosawa (1985)
- Hachikō Monogatari, regia di Seijiro Koyama (1987)
- Sekai no chūshin de, ai o sakebu, regia di Isao Yukisada (2004)
- Otoko-tachi no Yamato, regia di Junya Sato (2005)

## Doppiatori italiani
- Pino Locchi in Anatomia di un rapimento
- Sergio Tedesco in Oggi a me... domani a te
- Marcello Tusco in Kagemusha - L'ombra del guerriero (Shingen Takeda)
- Silvio Spaccesi in Kagemusha - L'ombra del guerriero (Ombra)
- Giuseppe Rinaldi in Ran
- Alessandro D'Errico in Sanjuro (ridoppiaggio)[4]